# 911
| [ Edytuj tabelę ]          |                                                 |
| Król Anglii                | - 899 Edward Starszy 924                        |
| Hrabia Aragonii            | - 893 Galindo II 922                            |
| Król Armenii               | - 890 Symbat I Męczennik 913                    |
| Hrabia Barcelony           | - 897 Wilfred Borrell II 911 - 911 Sunyer I 947 |
| Książę Bawarii             | - 907 Arnulf 937                                |
| Książę Burgundii           | - 880 Ryszard I Prawodawca 921                  |
| Cesarz Bizancjum           | - 886 Leon VI Filozof 912 - 886 Aleksander 913  |
| Chan Bułgarii              | - 893 Symeon I 913                              |
| Książę Czech               | - 895 Spitygniew I 915                          |
| Król Franków wschodnich    | - 900 Ludwik IV Dziecię 911                     |
| Król Franków zachodnich    | - 893 Karol III Prostak 922                     |
| Cesarz Japonii             | - 897 Daigo 930                                 |
| Kalif                      | - 908 Al-Muqtadir 932                           |
| Król Khmerów               | - 910 Harszawarman I 922                        |
| Wielki książę Kijowa       | - 882 Oleg Mądry 912                            |
| Patriarcha Konstantynopola | - 907 Eutymiusz I Synkellos 912                 |
| Król Leónu                 | - 910 Garcia I 914                              |
| Król Mercji                | - 879 Aethelred 911 - 911 Ethelfleda 918        |
| Król Nawarry               | - 905 Sancho I 926                              |
| Król Norwegii              | - 872 Harald Pięknowłosy 930                    |
| Papież                     | - 904 Sergiusz III 911 - 911 Anastazy III 913   |
| Książę Saksonii            | - 880 Otto Dostojny 912                         |
| Król Szkocji               | - 900 Konstantyn II 943                         |
| Doża Wenecji               | - 888 Pietro Tribuno 912                        |
| Książę Węgier              | - 907 Zoltán 947                                |

Rok 911 / CMXI
stulecia: IX wiek ~
X wiek ~
XI wiek

lata: 901 «
906 «
907 «
908 «
909 «
910 «
911
» 912
» 913
» 914
» 915
» 916
» 921

## Wydarzenia
- 10 listopada – Konrad I został królem Niemiec.
- Król zachodniofrankoński Karol Prostak uznał traktatem Normandię za zdobycz Normanów.
- Królestwo Karolingów przekształcono z dziedzicznego w elekcyjne, a pierwszym władcą został Konrad I Frankoński.
- Chrzest Normanów.

## Urodzili się
- Harald Sinozęby, władca Danii (data narodzin przybliżona) (zm. 987)
- Al-Hasan ibn Ali al-Kalbi, Emir Fatymidzki (zm. 964)
- Fan Zhi, kanclerz Dynastii Song (zm. 964)
- Gozlin, hrabia ardeński (zm. 942 lub 943)
- Minamoto no Shitagō, japoński poeta waka (zm. 983)
- Willa z Toskanii, królowa Włoch (jako małżonka króla Berengara II). (data narodzin przybliżona - zm. w 970)
- Yelü Lihu, książę imperium kitańskiego (zm. 960)

## Zmarli
- 14 kwietnia - zmarł w Rzymie papież Sergiusz III
- 24 września - Ludwik IV Dziecię, ostatni król wschodnich Franków (ur. 893)